# Castello Tramontano
Das Castello Tramontano ist eine Festung auf dem Hügel von Lapillo mit Blick auf das historische Zentrum der Stadt Matera in der italienischen Region Basilikata.

## Geschichte
Ihre Geschichte begann die Festung als normannische Residenz in der Peripherie der Stadt und bestand ursprünglich aus acht Türmen mit quadratischem Grundriss, die als Verteidigungsbauwerk gegen eventuelle feindliche Angriffe dienen sollten. Sie war mit einer Brücke versehen. Giovanni Antonio Orsini del Balzo, Patron des Fürstentums Tarent und vieler weiterer Gebiete (darunter die Grafschaft Matera), ließ diese Anlage abreißen, um eine für diese Zeit geeignetere zu schaffen, und verkaufte einen Teil der Festung, um Platz für die runden Bastionen zu schaffen.
Die Festung im aragonesischen Stil mit einem zentralen Bergfried und zwei niedrigeren, seitlichen Türmen, alle rund und mit Schießscharten versehen, ließ Graf Giovan Carlo Tramontano, Lehensherr von Matera, ab 1501 erbauen. Die beiden Türme, die durch eine Brücke verbunden waren, haben diese Brücke heute verloren. Das Projekt sah auch den Bau eines Wehrgangs vom Castello Tramontano zum Castiglione Normanno vor, der jedoch niemals realisiert wurde.
Der neue König von Neapel, Ferdinand II., hatte der Bevölkerung von Matera versprochen, die Stadt keinem Lehensherren mehr zu geben, nachdem erstere sich schon mehrere Male vom feudalen Joch befreit hatten, indem sie diverse Male Lösegeld bezahlt hatten, um eine freie Stadt mit eigener Regierung zu bleiben, die direkt der königlichen Krone unterstand. Jedoch beanspruchte und erhielt der Graf Tramontano, der der königlichen Schatzkammer Kredite gewährt hatte, die Grafschaft von Matera 1496.
Der Graf fand wenig Sympathie bei den Bewohnern von Matera, da er Schulden anhäufte, die er finanzierte, indem er von der Bevölkerung hohe Steuern erhob. Der Bau der Festung, die auf einem Hügel über der Stadt und außerhalb ihrer Mauern lag, hatte eher das Ziel einer Kontrolle der umliegenden Gebiete als einer Verteidigung der Stadt. Es scheint, dass der Festungskomplex noch weitere Abschnitte umfassen sollte. Fundamente eines Turmes sowie unterirdische Räumen wurden in Matera unter der Piazza Vittorio Veneto gefunden. Für den Bau der Festung wurden über 25.000 Dukaten ausgegeben; dies belastete die Bevölkerung noch mehr.
So versammelten sich einige Bürger, müde des ständigen Missbrauchs, versteckt hinter einem Felsen, der fortan „u pizzon' du mal consigghj“ (dt.: Felsen der Verschwörung) genannt wurde, und organisierten die Ermordung des „Tyrannen“ Tramontano. Am 29. Dezember 1514 wurde der Graf, der gerade die Kathedrale verlassen hatte, in einer Seitenstraße ermordet, die man fürderhin mit einem Augenzwinkern „Via del Riscatto“ (dt.: Straße des Lösegeldes) nannte. Die Festung blieb daher unvollendet.
Seit 2008 wird das Castello Tramontano zusammen mit dem umgebenden Park restauriert. Einige dieser Arbeiten zielen auf die Wiederherstellung des Burggrabens und der Tuffmauern. Das Projekt wird auch aus dem Erlösen einer Lotterie finanziert, basierend auf dem, was im Gesetz Nr. 622/96 geregelt ist.